# Pierre Finné
Pierre Finné (Schaarbeek, 13 februari 1892 - Sint-Gillis, 31 mei 1969) was een Belgisch volksvertegenwoordiger en senator.

## Levensloop
Als jonge man was Finné vanaf 1912 actief als hoofdredacteur van het blad De Jonge Klauwaert in Schaarbeek.
Tijdens de Eerste Wereldoorlog was hij brancardier aan het IJzerfront. Na de oorlog sloot hij aan bij de Frontpartij en voerde de verkiezingslijsten aan in het arrondissement Leuven, zonder echter te worden verkozen. Ook in het arrondissement Brussel speelde hij een rol, in het kielzog van Hendrik Borginon. Hij was uitgever van het tijdschrift Nieuw Brabant en medewerker bij Ons Vaderland. Hij werd ook lid van het Bormsfonds.
In 1933 trad hij toe tot het VNV en werd hij arrondissementsleider voor Leuven. In oktober 1934 werd hij bevorderd tot gouwleider voor Brabant. In 1932 stond hij op de Kamerlijst als eerste plaatsvervanger voor het arrondissement Brussel en van april tot mei 1936 zetelde hij in de Kamer de ontslagnemende Hendrik Borginon op. Bij de verkiezingen in 1936 werd hij voor het VNV verkozen als lid van de Belgische Senaat voor het arrondissement Brussel, wat hij bleef tot in 1946. In 1938 werd hij gemeenteraadslid in Evere.
Vanaf april 1941 was hij lid binnen het VNV van de Commissie voor Bestuurspolitiek. Het doel was om, in samenwerking met het kabinet van secretaris-generaal voor Binnenlandse Zaken Gérard Romsée de overname te organiseren van de macht op alle bestuurlijke niveaus door partijleden. Finné was ook actief, in zijn hoedanigheid van gouwleider, met politieke redevoeringen ter gelegenheid van feestvieringen bij de aanstelling van VNV-burgemeesters. 
In september 1942, bij de oprichting van Groot-Brussel, werd hij schepen van onderwijs. In deze functie ijverde hij voor Nederlandstalig onderwijs. Na de Bevrijding werd hij wegens collaboratie veroordeeld tot twintig jaar buitengewone hechtenis. Hij keerde daarna terug naar de anonimiteit.